# Franz Oberacher
Franz Oberacher est un footballeur autrichien né le 24 mars 1954 à Natters.

## Carrière
- 1974-1979 :  FC Wacker Innsbruck  Autriche
- 1979-1981 : FC Nuremberg  Allemagne
- 1981-1982 : AZ Alkmaar  Pays-Bas
- 1982-1987 : FC Kärnten  Autriche

## Sélections
- 8 sélections et 1 but avec l'équipe d'Autriche de 1976 à 1985.